# Дачис Ландинг (Оклахома)
Дачис Ландинг (енгл. Duchess Landing) насељено је место без административног статуса у америчкој савезној држави Оклахома.

## Демографија
По попису из 2010. године број становника је 114, што је 19 (20,0%) становника више него 2000. године.
| Група             | 2000.      | 2010.      |
| Белци             | 58 (61,1%) | 62 (54,4%) |
| Афроамериканци    | 0 (0,0%)   | 1 (0,9%)   |
| Азијати           | 0 (0,0%)   | 0 (0,0%)   |
| Хиспаноамериканци | 0 (0,0%)   | 0 (0,0%)   |
| Укупно            | 95         | 114        |